# Josef Pfeiffer (Generalvikar)
Josef Pfeiffer (* 8. November 1920 in Leutenbach bei Neumarkt; † 2. Mai 2011 im Spital des Klosters Heilig Geist in Eichstätt) war von 1968 bis 1989 Generalvikar des Bistums Eichstätt.

## Leben
Josef Pfeiffer empfing am 29. Juni 1950 durch Joseph Schröffer im Eichstätter Dom die Priesterweihe und war anschließend zunächst Kaplan in Pleinfeld und Weißenburg. Es folgte 1955 eine Pfarrstelle in Weißenburg und ab 1956 war er Dekan des Dekanats Ellingen. 1966 wurde er Mitglied im Eichstätter Domkapitel, dessen Vorsitz er als Dompropst 1983 annahm, und er wurde mit der Leitung des Bischöflichen Seelsorgeamtes betraut.
Bischof Alois Brems ernannte ihn am 15. Juni 1968 zum Generalvikar des Bistums Eichstätt. Auch sein Nachfolger Bischof Karl Braun bestellte ihn zu seinem Generalvikar. 1989 wurde Johann Limbacher sein Nachfolger.

## Auszeichnungen
- 1979: Bayerischer Verdienstorden
- 1991: Bundesverdienstkreuz 1. Klasse
- Bürgermedaille der Stadt Eichstätt